# Jimmie Rodgers
Jimmie Rodgers, vlastním jménem James Charles Rodgers, (8. září 1897 Meridian Mississippi – 26. května 1933 New York) měl další přezdívky jako „smutný jódler“ a „zpívající brzdař“. Je označován za otce country hudby, ačkoli jeho nahrávací kariéra trvala pouhých šest let. Byl jako první uveden do Country Music Hall of Fame v roce 1961.

## Životopis
Rodgers již ve čtyřech letech přišel o matku, která zemřela na tuberkulózu. Od čtrnácti let pracoval podobně jako jeho otec u železnice, kde dělal různé činnosti. Krom jiného tak mohl dále poznávat černošské blues, k němuž pronikal díky komunitě, v níž se pohyboval již od dětství. V tomto prostředí se také poprvé projevoval se svojí původní písňovou tvorbou.
Rodgersovi se postupně horšilo zdraví a po chronickém zápalu plic mu lékaři zjistili tuberkulózu. V roce 1924 byl nucen hledat snazší práci a pokusil se živit hraním a zpíváním. Jeho toulavý způsob života se však příliš nezměnil. Až 4. srpna 1927 přišel počátek změny alespoň v materiálním zabezpečení. Toho dne totiž nahrál v Bristolu v Tennessee pouze za doprovodu své kytary první dvě skladby na gramodesku pro firmu Victor Records (později RCA). Jednalo se o jižanskou ukolébavku Sleep Baby Sleep (česky:Spi děťátko spi) a jeho vlastní píseň Soldier’s Sweetheart (Vojákovo děvče). Shodou okolností zde ve stejné době (jenom o jeden týden dříve) nahrávali také Carter Family a všechny tyto písně pak vyšly v říjnu.
Rodgers zaznamenal okamžitý úspěch a ještě do konce roku nahrál další skladby. Některé z nich vycházely jako postupně číslované Blue Yodel, ale získávaly i své druhé názvy. Blue Yodel No. 1 je tedy dodnes znám jako T for Texas. Obvykle natáčel sám, ale spolupracoval i s dalšími hvězdami. Tou nejvýznamnější byl Louis Armstrong. Jeho jódlování a písně, jejichž obsahu a upřímnému pojetí ostatní rozuměli, ho proslavily natolik, že ve výsledku ve své době prodal více desek než slavný operní tenorista Enrico Caruso. To vše přes probíhající hospodářskou krizi. Získané peníze ovšem Rodgers rychle zároveň také ztrácel díky neopatrnosti a občasnému velikášství. Prohrával hodně peněz v kartách, postavil si přepychovou vilu v Texasu. Vědom si své nemoci postupně omezoval koncertní vystoupení a stále více nahrával. Koncem dubna 1933 jel naposledy nahrávat do New Yorku. Do nahrávacího studia mu postavili lůžko a zde také nahrál posledních 12 písní. Poslední nahrávku Fifteen Years Ago Today (česky:Dnes před patnácti lety) dokončil dva dny před smrtí a překročil jí hranici 110 písní. Ve studiu zemřel.
K odkazu Rodgerse se přihlásili v dalších letech mnozí interpreti country hudby (Ernest Tubb, Hank Snow, Hank Williams starší, Merle Haggard, Waylon Jennings a další). Výrazný byl i podíl jeho písniček na prosazení country hudby v 60. letech 20. století v Československu, kde hrála jeho hudbu s přeloženými texty např. skupina Greenhorns.

## Vybrané písně
- The Soldier’s Sweatheart
- Mother Was a Lady
- T for Texas
- California blues
- In the Jailhouse Now
- Waiting for a Train
- The Brakeman’s blues
- Frankie an Johnnie
- Nobody Knows But Me
- Mississippi River Blues
- T.B. Blues
- Jimmie The Kid
- Hobo’s Meditation